# Theo Bos
Theo Bos (Hierden, 22 agosto 1983) è un pistard e ciclista su strada olandese.
Specializzato nelle gare veloci su pista, ha vinto un argento olimpico e cinque titoli mondiali, ed è stato detentore del record del mondo dei 200 metri lanciati. Su strada è stato professionista dal 2010 al 2016.
Ha un fratello maggiore, il pattinatore di velocità su ghiaccio e ciclista Jan Bos.

## Carriera

### Gli esordi e i titoli mondiali su pista
Colse il primo successo mondiale su pista a 18 anni, da juniores, vincendo il mondiale di categoria del chilometro a cronometro. Passato a competere nelle gare Open, ottenne la medaglia di bronzo sempre nel chilometro a cronometro ai campionati del mondo del 2003. Dal 2004 al 2007 ha sempre vinto almeno un titolo mondiale all'anno, trionfando per tre volte nella velocità (2003, 2004 e 2006), una volta nel keirin (2006, secondo posto invece nel 2007) e nel 2005 nel chilometro a cronometro.
Ai Giochi olimpici di Atene, nel 2004, vinse la medaglia d'argento nella velocità, venendo battuto in finale dall'australiano Ryan Bayley. Due anni dopo, il 16 dicembre 2006, durante un evento di Coppa del mondo a Mosca, fece segnare il record mondiale dei 200 metri lanciati: nell'occasione fermò il cronometro sul tempo di 9"772. Il 29 maggio 2008 il suo record è stato superato da Kévin Sireau. Nel 2006 ricevette inoltre il premio di miglior sportivo dell'anno dei Paesi Bassi. Sempre nel 2008 partecipò per la seconda volta ai Giochi olimpici, a Pechino, gareggiando nella velocità, nel keirin e nella velocità a squadre, ma senza ottenere medaglie.

### 2009-2014: le vittorie su strada
Dopo una stagione 2009 con la Rabobank Continental, in cui vinse alcune gare olandesi del calendario UCI, nel 2010 debuttò da professionista su strada tra le file della squadra svizzera Cervélo TestTeam, cogliendo quattro successi, tutti in Spagna: la Clásica de Almería, una tappa alla Vuelta a Murcia e due tappe alla Vuelta a Castilla y León. Al termine dell'anno, con la fusione tra Cervélo e Garmin, passò alla Rabobank. Con questa formazione ottenne diversi altri successi, soprattutto in volata: due tappe al Tour of Oman 2011, la Dutch Food Valley Classic nel 2011 e nel 2012, una tappa all'Eneco Tour 2012 (prima vittoria in gara World Tour per lui) e, nello stesso anno, il Memorial Rik Van Steenbergen. Oltre ai successi su strada, nel 2011 ai campionati del mondo su pista di Apeldoorn vince il bronzo nell'americana in coppia con Peter Schep.
Nel 2013, ancora tra le file della Rabobank (divenuta Blanco/Belkin), si aggiudicò ben dodici vittorie su strada, tra cui una frazione allo Ster ZLM Toer, battendo velocisti di primo livello come Mark Cavendish, André Greipel e Marcel Kittel, e sei tappe al Tour of Hainan. Nel 2014, sempre tra le file della compagine olandese, ottenne nove vittorie, tra cui spiccano quattro tappe al Tour de Langkawi, la classifica finale della World Ports Classic e le tappe al Tour de Pologne e al Tour of Alberta.

### Dal 2015: il ritorno alla pista
Nel 2015, come membro del team MTN-Qhubeka, non ottenne alcun risultato di rilievo; ufficialmente in squadra anche l'anno dopo, nella rinominata Dimension Data, non gareggiò mai in gare UCI su strada. A partire dall'autunno 2015, in vista dei Giochi olimpici di Rio 2016, ritornò infatti a dedicarsi unicamente all'attività su pista, vincendo i titoli nazionali in omnium, velocità e chilometro a cronometro e, ai campionati del mondo 2016 a Londra, la medaglia d'argento nel chilometro a cronometro. Nell'estate 2016 partecipò anche ai Giochi, a otto anni di distanza dalla sua ultima presenza a Pechino, ma come otto anni prima non riuscì ad aggiudicarsi vittorie.
Dopo i Giochi di Rio vince altre medaglie ai campionati del mondo, un argento nella velocità a squadre nel 2017 e un bronzo e un argento nel chilometro a cronometro nel 2018 e 2019 rispettivamente, oltre ad alcune gare in Coppa del mondo.

## Palmarès

### Pista
- 2002

Campionati europei, Keirin Under-23
Campionati olandesi, Keirin
Campionati olandesi, Velocità
- 2003

Campionati europei, Chilometro a cronometro Under-23
Campionati europei, Velocità Under-23
Campionati olandesi, Keirin
Campionati olandesi, Chilometro a cronometro
Campionati olandesi, Velocità
- 2004

1ª prova Coppa del mondo, Chilometro a cronometro (Mosca)
Classifica generale Coppa del mondo, Chilometro a cronometro
Campionati del mondo, Velocità (Melbourne)
2ª prova Coppa del mondo 2004-2005, Velocità a squadre (Los Angeles, con Teun Mulder e Tim Veldt)
2ª prova Coppa del mondo 2004-2005, Chilometro a cronometro (Los Angeles)
Campionati olandesi, Keirin
Campionati olandesi, Velocità
- 2005

3ª prova Coppa del mondo 2004-2005, Velocità (Sydney)
3ª prova Coppa del mondo 2004-2005, Keirin (Sydney)
Campionati del mondo, Chilometro a cronometro (Los Angeles)
2ª prova Coppa del mondo 2005-2006, Velocità (Manchester)
- 2006

4ª prova Coppa del mondo 2005-2006, Velocità (Sydney)
4ª prova Coppa del mondo 2005-2006, Velocità a squadre (Sydney, con Teun Mulder e Tim Veldt)
Campionati del mondo, Velocità (Bordeaux)
Campionati del mondo, Keirin (Bordeaux)
1ª prova Coppa del mondo 2006-2007, Keirin (Sydney)
2ª prova Coppa del mondo 2006-2007, Velocità (Mosca)
Campionati olandesi, Keirin
Campionati olandesi, Velocità
- 2007

Campionati del mondo, Velocità (Palma di Maiorca)
2ª prova Coppa del mondo 2007-2008, Velocità (Pechino)
2ª prova Coppa del mondo 2007-2008, Velocità a squadre (Pechino, con Teun Mulder e Tim Veldt)
Campionati olandesi, Keirin
Campionati olandesi, Velocità
- 2008

Campionati europei, Omnium Sprint
- 2010

Campionati olandesi, Americana (con Peter Schep)
- 2015

Campionati olandesi, Omnium
Campionati olandesi, Velocità
Campionati olandesi, Chilometro a cronometro
- 2016

Oberhausen Track Grand Prix, Keirin
Grand Prix Poland, Keirin
International Baan Alkmaar, Velocità
International Baan Alkmaar, Keirin
Grand Prix Prostějov, Keirin
- 2018

5ª prova Coppa del mondo 2017-2018, Velocità a squadre (Minsk, con Roy van den Berg e Matthijs Büchli)
- 2019

6ª prova Coppa del mondo 2018-2019, Keirin (Hong Kong)
Campionati olandesi, Chilometro a cronometro
- 2021

Belgian Track Meeting, Keirin

### Strada
- 2007 (Dilettanti)

Open NK wegsprint-Enkhuizen
- 2009 (Rabobank Continental Team, cinque vittorie)

Ronde van Noord-Holland
Omloop der Kempen
1ª tappa Olympia's Tour (Hasselt > Genemuiden)
2ª tappa Olympia's Tour (Hoofddorp > Hoofddorp)
4ª tappa Olympia's Tour (Anholt > Gendringen)
- 2010 (Cervélo TestTeam, quattro vittorie)

Clásica de Almería
5ª tappa Vuelta a Murcia (Murcia > Murcia)
1ª tappa Vuelta a Castilla y León (Belorado > Burgos)
2ª tappa Vuelta a Castilla y León (Burgos > Carrión de los Condes)
- 2011 (Rabobank Cycling Team, cinque vittorie)

1ª tappa Tour of Oman (Al Sawadi > Al Seeb)
3ª tappa Tour of Oman (Sur > Sur)
Tour de Rijke
6ª tappa Post Danmark Rundt (Hillerød > Frederiksberg)
Dutch Food Valley Classic
- 2012 (Rabobank Cycling Team, sette vittorie)

Dwars door Drenthe
1ª tappa Presidential Cycling Tour of Turkey (Alanya > Alanya)
8ª tappa Presidential Cycling Tour of Turkey (Istanbul > Istanbul)
3ª tappa Eneco Tour (Riemst > Genk)
Dutch Food Valley Classic
2ª tappa World Ports Classic (Anversa > Rotterdam)
Memorial Rik Van Steenbergen
- 2013 (Blanco Pro Cycling Team, dodici vittorie)

2ª tappa Volta ao Algarve (Lagoa > Lagoa)
1ª tappa Tour de Langkawi (Kangar > Kulim)
2ª tappa Tour de Langkawi (Serdang > Kuala Kangsar)
1ª tappa Critérium International (Porto Vecchio > Porto Vecchio)
3ª tappa Tour of Norway (Tønsberg > Drammen)
2ª tappa Ster ZLM Toer (Breda > Breda)
2ª tappa Tour of Hainan (Chengmai > Haikou)
3ª tappa Tour of Hainan (Haikou > Qionghai)
4ª tappa Tour of Hainan (Qionghai > Wanning)
5ª tappa Tour of Hainan (Wanning > Sanya)
7ª tappa Tour of Hainan (Wuzhishan > Dongfang)
9ª tappa Tour of Hainan (Danzhou > Chengmai)
- 2014 (Belkin Pro Cycling Team, nove vittorie)

2ª tappa Tour de Langkawi (Sungai Petani > Taiping)
7ª tappa Tour de Langkawi (Kota Tinggi > Pekan)
8ª tappa Tour de Langkawi (Kuantan > Marang)
9ª tappa Tour de Langkawi (Bandar Permaisuri > Kuala Terengganu)
Classifica generale World Ports Classic
Ronde van Zeeland Seaports
3ª tappa Tour de Pologne (Kielce > Rzeszów)
4ª tappa Tour of Alberta (Edmonton > Strathcona County)
3ª tappa Eurométropole Tour (Blankenberge > Middelkerke)

#### Altri successi
- 2009 (Rabobank Continental Team)

Prologo Olympia's Tour (Amsterdam, cronosquadre)
- 2010 (Cervélo TestTeam)

Classifica regolarità Vuelta a Castilla y León
- 2014 (Belkin Pro Cycling Team)

Classifica a punti World Ports Classic

## Piazzamenti

### Grandi Giri
- Giro d'Italia

2012: non partito (17ª tappa)
- Vuelta a España

2010: ritirato (17ª tappa)
2013: non partito (1ª tappa)

### Classiche monumento
- Parigi-Roubaix

2010: 53º
2011: ritirato
2015: ritirato

### Competizioni mondiali
- Campionati del mondo su pista

Anversa 2001 - Chilometro a cronometro: 9º
Ballerup 2002 - Chilometro a cronometro: 7º
Stoccarda 2003 - Velocità: 9º
Stoccarda 2003 - Chilometro a cronometro: 6º
Melbourne 2004 - Velocità: vincitore
Melbourne 2004 - Chilometro a cronometro: 3º
Los Angeles 2005 - Chilometro a cronometro: vincitore
Los Angeles 2005 - Velocità: 7º
Los Angeles 2005 - Velocità a squadre: 2º
Bordeaux 2006 - Velocità: vincitore
Bordeaux 2006 - Keirin: vincitore
Palma di Maiorca 2007 - Velocità: vincitore
Palma di Maiorca 2007 - Keirin: 2º
Manchester 2008 - Velocità: 8º
Manchester 2008 - Velocità a squadre: 3º
Apeldoorn 2011 - Americana: 3º
Londra 2016 - Velocità: 24º
Londra 2016 - Chilometro a cronometro: 2º
Hong Kong 2017 - Velocità: 24º
Hong Kong 2017 - Chilometro a cronometro: 16º
Hong Kong 2017 - Velocità a squadre: 2º
Apeldoorn 2018 - Chilometro a cronometro: 3º
Pruszków 2019 - Keirin: 11º
Pruszków 2019 - Chilometro a cronometro: 2º
Berlino 2020 - Keirin: 23º
Berlino 2020 - Chilometro a cronometro: 5º
- Giochi olimpici

Atene 2004 - Velocità: 2º
Atene 2004 - Velocità a squadre: 6º
Atene 2004 - Chilometro da fermo: 5º
Atene 2004 - Keirin: 11º
Pechino 2008 - Velocità: 7º
Pechino 2008 - Velocità a squadre: 5º
Pechino 2008 - Keirin: 12º
Rio de Janeiro 2016 - Velocità: 21º
Rio de Janeiro 2016 - Velocità a squadre: 6º
Rio de Janeiro 2016 - Keirin: 17º

## Riconoscimenti
- Sportivo olandese dell'anno (2006)